# Сушков, Александр Петрович
Александр Петрович Сушков (14 апреля 1926—30 августа 2018) — советский передовик сельскохозяйственного производства. Герой Социалистического Труда (1973).

## Биография
Родился 14 апреля 1926 года в деревне Березовка Тамбовского уезда (ныне Токарёвского района Тамбовской области) в крестьянской семье.
С ранних лет трудился в колхозе наравне со взрослыми. В 1943 году призван в ряды РККА, службу проходил на Дальнем Востоке. В 1945 году был участником Советско-японской войны. В 1950 году демобилизован из Советской армии. .
С 1950 года окончил школу механизаторов и работал комбайнером в колхозе Токарёвского района. В 1960 году перешел в соседний колхоз «Заря», где сел за штурвал самоходного комбайна.
8 апреля 1971 года Указом Президиума Верховного Совета СССР «за отличие в труде» был награждён Орденом Трудового Красного Знамени.
11 декабря 1973 года «за большие успехи, достигнутые во Всесоюзном социалистическом соревновании, и проявленную трудовую доблесть в выполнении принятых обязательств по увеличению производства и продажи государству зерна и других продуктов земледелия в 1973 году» Указом Президиума Верховного Совета СССР Александр Петрович Сушков был удостоен звания Героя Социалистического Труда с вручением Ордена Ленина и золотой медали «Серп и Молот».
23 декабря 1976 года Указом Президиума Верховного Совета СССР «за отличие в труде» был награждён Орденом Октябрьской революции.
В 1990 году после выхода на пенсию переехал в город Самара.

## Награды
- Медаль «Серп и Молот» (11.12.1973)
- Орден Ленина (11.12.1973)
- Орден Октябрьской революции (23.12.1976)
- Орден Отечественной войны II степени (11.03.1985)
- Орден Трудового Красного Знамени (8.04.1971)